# 兰布顿县
兰布顿县（英語：Lambton County）是加拿大安大略省的一个县，位于该省西南部，西北面瀕臨休伦湖，東北接休倫縣，東鄰米德爾塞克斯縣，南接查塔姆-肯特自治區，西南面瀕臨聖克萊爾湖，西面則隔聖克萊爾河與美國密芝根州聖克萊爾縣對望，总面积為3002.07平方公里。據2011年人口普查所示，蘭布頓縣有126199名居民，人口密度約為每平方公里42人。蘭布頓縣行政中心位于怀俄明镇，而萨尼亚市則是该县人口最多的城市。
蘭布頓縣於1850年脫離肯特縣，但行政上則仍與肯特縣和艾塞克斯縣聯合管理。肯特縣於1851年自組政府；艾塞克斯縣和蘭布頓縣則維持聯合管理安排，到1853年兩縣正式分治，各設縣級政府。蘭布頓縣是以1838年-39年間擔任加拿大省總督的第一代杜林伯爵約翰·蘭布頓（John Lambton, 1st Earl of Durham）命名。
兰布顿县的经济支柱为石油化工业和旅游业。

## 行政区划
- 市和镇
  - 萨尼亚市（City of Sarnia）
  - 蘭布頓湖岸自治區（Municipality of Lambton Shores；正式建制為市）
  - 佩特羅利亞鎮（Town of Petrolia）
  - 普林普頓-懷俄明鎮（Town of Plympton–Wyoming）
- 鄉和村
  - 布魯克-阿爾溫斯頓鄉（Township of Brooke-Alvinston）
  - 多恩-尤菲米亞鄉（Township of Dawn-Euphemia）
  - 恩尼斯基倫鄉（Township of Enniskillen）
  - 圣克莱尔鄉（Township of St. Clair）
  - 窩域鄉（Township of Warwick）
  - 油泉村（Village of Oil Springs）
  - 愛德華角村（Village of Point Edward）

## 交通
安大略402號省道為此地的主要幹道，全程達高速公路資格，東端在倫敦市駁上401號省道，西端則在愛德華角駁上藍水大橋通往美國，在對岸駁上69號和94號州際公路。21號和40號省道的終點亦位於蘭布頓縣内：21號省道向北經戈德里奇通往奧雲灣；40號省道北端在薩尼亞與402號省道交匯，自此向南通往查塔姆-肯特。此外，蘭布頓縣政府亦維護一系列縣道。
維亞鐵路每天營運一班客運列車來往薩尼亞和多倫多，為魁北克市-溫莎走廊鐵路服務的一部分。來往薩尼亞和多倫多皮爾遜國際機場的航班在薩尼亞克里斯·哈德菲爾德機場（Sarnia Chris Hadfield Airport）起降。

## 外部連結
- （英文）蘭布頓縣官方網站 （页面存档备份，存于）